# Roberto Parra
Roberto Parra Sandoval, também conhecido como Tio Roberto (Santiago, 29 de junho de 1921 - Santiago, 21 de abril de 1995), foi um músico, compositor e folclorista chileno, membro da família Parra, à qual também pertencem seus irmãos Nicanor, Hilda, Violeta e Eduardo, entre outros.
É famoso por ser o compositor e primeiro intérprete das décimas de La negra Ester.